# Napoleon-gaz
Napoleon-gaz (Наполеон-газ) è un film del 1925 diretto da Semjon Timošenko.